# Odontomyia aurata
Odontomyia aurata är en tvåvingeart som beskrevs av de Meijere 1911. Odontomyia aurata ingår i släktet Odontomyia och familjen vapenflugor. Inga underarter finns listade i Catalogue of Life.